# Belabino
Belabino (russisch Белабино; deutsch Szidlack, 1936–1938 Schidlack, 1938–1945 Schiedelau) ist ein kleiner Ort in der russischen Oblast Kaliningrad. Er gehört zur kommunalen Selbstverwaltungseinheit Munizipalkreis Osjorsk im Rajon Osjorsk.

## Geographische Lage
Belabino liegt 19 Kilometer westlich der Rajonstadt Osjorsk (Darkehmen/Angerapp) an der Kommunalstraße 27K-122 von Malzewo (Klein Karpowen/Klein Karpau) an der Regionalstraße 27A-025 (ex R508). Am Ortsausgang mündet diese Straße in die Kommunalstraße 27K-115 von Opotschenskoje (Groß Skirlack) nach Luschki (Tarputschen/Sauckenhof).

## Geschichte
Der Ort Szidlack zählte im Jahre 1818 171 Einwohner. Am 6. Mai 1874 wurde die Landgemeinde Szidlack dem neu eingerichteten Amtsbezirk Adamsheide (heute russisch: Abelino) im Kreis Darkehmen zugeordnet. Im Jahre 1905 lebten in Szidlack 152 Menschen in 21 Häusern. Am 30. September 1928 vergrößerte sich die Gemeinde um den Gutsbezirk Neuwalde (nicht mehr existent), der eingemeindet wurde. Am 17. September 1936 wurde die Schreibweise von Szidlack in „Schidlack“ geändert, und am 3. Juni 1938 (mit amtlicher Bestätigung vom 16. Juli 1938) erfolgte – aus ideologisch-politischen Gründen – die Namensänderung in „Schiedelau“. 1939 betrug die Zahl der Einwohner 146.
Infolge des Zweiten Weltkrieges kam der Ort wie das gesamte nördliche Ostpreußen unter sowjetische Administration. Im Jahr 1947 erhielt der Ort den russischen Namen Belabino und wurde gleichzeitig dem Dorfsowjet Nekrassowski selski Sowet im Rajon Osjorsk zugeordnet. Von 2008 bis 2014 gehörte Belabino zur Landgemeinde Nowostrojewskoje selskoje posselenije, von 2015 bis 2020 zum Stadtkreis Osjorsk und seither zum Munizipalkreis Osjorsk.

## Kirche
Mit seiner fast ausnahmslos evangelischen Bevölkerung war Szidlack/Schiedelau vor 1945 in das Kirchspiel Karpowen (1938–1946 Karpauen, seit 1946: Nekrassowo) eingepfarrt. Es gehörte zum Kirchenkreis Darkehmen (1938–1946 Angerapp, seit 1946: Osjorsk) in der Kirchenprovinz Ostpreußen der Kirche der Altpreußischen Union.
Während der Zeit der Sowjetunion war kirchliches Leben verboten. Erst in den 1990er Jahren bildeten sich in der seit 1991/92 russischen Oblast Kaliningrad neue evangelische Gemeinden. Belabino liegt im Einzugsbereich der Gemeinde in Tschernjachowsk (Insterburg), die zur ebenfalls neu errichteten Propstei Kaliningrad in der Evangelisch-Lutherischen Kirche Europäisches Russland (ELKER) gehört.